# O Fantasma (1996)
The Phantom (Brasil/Portugal: O Fantasma) é um filme de super-herói Norte Americano de 1996 dirigido por Simon Wincer. Baseado nas histórias em quadrinhos O Fantasma de Lee Falk, o filme é estrelado por Billy Zane como um combatente do crime aparentemente imortal e sua batalha contra todas as formas do mal. O Fantasma também é estrelado por Treat Williams, Kristy Swanson, Catherine Zeta-Jones, James Remar e Patrick McGoohan. O filme foi livremente inspirado em três das histórias do Fantasma, "The Singh Brotherhood", "The Sky Band", e "The Belt"; mas adiciona elementos sobrenaturais e vários novos personagens.
Sergio Leone expressou interesse em desenvolver O Fantasma e destinando-se a segui-lo com Mandrake, o mágico. No entanto, o projeto nunca foi realizado. No início de 1990, o produtor executivo Joe Dante assinou como diretor. No entanto, quando o filme foi adiado, Wincer foi abordado como diretor. A filmagem principal começou em outubro de 1995 e concluído em 13 de fevereiro de 1996. O filme foi rodado na Califórnia, Tailândia e Austrália.
O Fantasma foi lançado em Junho de 1996, e recebeu críticas mistas dos críticos de cinema. Apesar de decepção financeira em seu lançamento, o filme, desde então, fez sucesso em VHS e DVD.

## Sinopse
O filme abre com uma recapitulação "For Those Who Came In Late", narrada pelo falecido pai do Fantasma (Patrick McGoohan), que aparece com seu filho durante todo o filme (se ele é um fantasma, ou simplesmente uma figura de memória do Fantasma, é deixada ambígua):
Há quatrocentos anos, um menino vê seu pai ser morto pelo grande Kabai Singh durante um ataque a seu navio pela implacável Irmandade Singh. Sendo o único sobrevivente, ele é lavado pelas ondas a uma ilha chamada Bengalla e encontrado na praia por uma tribo que o leva para sua aldeia. Revoltado, ele jura, diante da caveira do assassino de seu pai, dedicar sua vida à destruição da pirataria, ganância, crueldade e injustiça, e seus descendentes o sucederiam. Na idade adulta, ele adota a identidade de "O Fantasma", um vingador mascarado. A missão do Fantasma é passada de pai para filho ao longo dos séculos, levando as pessoas a acreditarem numa única figura, imortal e, consequentemente, atribuindo-lhe vários apelidos, como "The Ghost Who Walks" (O Espírito que Anda) e "The Man Who Never Dies" (O Homem Que Nunca Morre).
Em 1938, Kit Walker (Billy Zane), o vigésimo primeiro Fantasma, encontra um mercenário chamado Quill (James Remar) à procura de uma das 'caveiras de Touganda', cuja posse  concederia ao proprietário um poder destrutivo tremendo. O Fantasma salva o menino nativo que havia sido sequestrado como guia e captura os homens de Quill, entregando-os para a Patrulha da Selva. No entanto, Quill revela-se como um membro da Irmandade Singh, e o homem que matou o pai de Kit, conseguindo escapar com a Caveira e rumando para os Estados Unidos da América.
Em Nova York, a ex-namorada de Kit da faculdade, Diana Palmer (Kristy Swanson), é enviada por seu tio Dave (Bill Smitrovich), o proprietário do jornal "A Tribuna", para Bengalla a fim de investigar alegações de que o empresário sedento de poder de New York, Xander Drax (Treat Williams), o chefe de Quill, está recorrendo à pirataria. No caminho, o Pan Am Clipper em que Diana viaja é forçado para baixo sobre o oceano por mulheres "piratas do ar" empregados por Drax e liderados pela femme fatale, Sala (Catherine Zeta-Jones). Diana é raptada e levado para a base de piratas em Bengalla. O Fantasma, fala sobre o sequestro de Diana com o capitão Phillip Horton da Patrulha da Selva (Robert Coleby), e decide resgatar Diana. Escapando de Quill e seus homens, retorna ao seu quartel-general, a Caverna da Caveira (com a ajuda de seu cavalo branco Herói, seu lobo Capeto, e seus amigos da selva). 
Lá, Diana é informada pelo Fantasma e pelo Capitão Horton sobre a perigosa Irmandade Singh. O Fantasma diz a Horton para usar a Patrulha da Selva para cuidar de Diana e devolvê-la para Nova York, enquanto ele vai atrás da Irmandade. Diana discorda quanto a ser enviada para casa, mas o Fantasma desaparece repentinamente, com o capitão Horton dizendo à Diana que "Ninguém discute com o Fantasma e vence".
O Fantasma, em seguida, viaja para Nova York como Kit Walker para se encontrar com Dave Palmer, e onde ele se reúne com Diana. Com a informação dada a eles pelo pretenso pretendente de Diana, Jimmy Wells, eles localizam a segunda Caveira no Museu de História Natural. Eles são capturados por Drax e os seus homens, que roubam a segunda Caveira e unem com a primeira, revelando a localização da terceira Caveira em uma ilha conhecida como Vórtex do Diabo, no Mar Amarelo. Kit consegue escapar de Quill e seus capangas e, como Fantasma, ilude a polícia (Drax tem como aliado no crime o comissário de polícia corrupto, assim como o prefeito de Nova York). Enquanto isso, Sala, Drax, Quill, e a sequestrada Diana ("seguro fantasma" de Drax) para Vórtex do Diabo, sem saber que O Fantasma conseguiu pegar uma carona em um dos pontões de pouso do avião.
Na ilha, Drax reúne-se com o pirata Kabai Singh (Cary-Hiroyuki Tagawa), um descendente do líder da Irmandade original (o grande Kabai Singh), que possui a terceira Caveira. Singh adverte Drax da existência de uma "Quarta Caveira", que controla o poder das outras. O Fantasma aparece e enfrenta os piratas, e Kabai Singh acaba morto em sua própria piscina de tubarões. Diana e Sala cooperam para derrotar os outros vilões. Drax une as três caveiras e usa-as contra o Fantasma (inadvertidamente matando Quill no processo), apenas para ser destruído quando o Fantasma usa a quarta caveira - o seu próprio anel - para superar as outras. Enquanto a ilha é consumida em chamas, o Fantasma escapa com Diana e Sala.
Na ilha de Bangalla, ao se despedir de Diana, o Fantasma revela sua identidade dupla, dizendo-lhe que ele está autorizado a revelar todos os seus segredos apenas para a mulher com quem ele tem a intenção de se casar, mas ela volta novamente para Nova York. Para encerrar a narração do filme, o pai de Kit lamenta fracasso de seu filho em conquistar Diana, mas tranquiliza o público dizendo que ela retornará à selva do Fantasma, um dia.

## Elenco
- Billy Zane — Fantasma/Kit Walker
- Treat Williams — Xander Drax
- Kristy Swanson — Diana Palmer
- Catherine Zeta-Jones — Sala
- Radmar Agana Jao — Guran
- James Remar — Quill
- Patrick McGoohan — pai de Fantasma
- Cary-Hiroyuki Tagawa — o grande Kabai Singh
- Bill Smitrovich — Dave Palmer
- Casey Siemaszko — Morgan
- David Proval — Charlie Zephro
- Joseph Ragno — Ray Zephro
- Samantha Eggar — Lily Palmer
- Jon Tenney — Jimmy Wells

## Produção
Os primeiros rumores de uma adaptação do filme "O Fantasma" começaram a circular quando o diretor Sergio Leone expressou seu interesse no projeto, em uma entrevista. Leone tinha começado a escrever um roteiro e escolher os locais de locação para sua versão cinematográfica do Fantasma, que ele planejou a ser seguido por uma adaptação de outro herói de quadrinhos de Lee Falk, Mandrake, o mágico. O segundo projeto nunca foi finalizado.
Joe Dante foi originalmente ligado a dirigir um filme Fantasma para a Paramount Pictures no início da década de 1990, e ele desenvolveu um rascunho do roteiro junto com Jeffrey Boam. No entanto, quando a Paramount adiou o filme em um ano, Dante partiu para outros compromissos, e eventualmente acabou sendo creditado como um dos produtores executivos. Joel Schumacher foi considerado para dirigir o filme, mas o trabalho foi dado a Simon Wincer, que tinha sido um fã do personagem desde a infância.[carece de fontes?]
Wincer então lançou Billy Zane, que ganhou elogios por seu trabalho como um psicopata em Dead Calm, como O Fantasma. Zane, um fã da banda desenhada depois de ter sido apresentado a ele no set de Dead Calm, ganhou o papel após a competição de Bruce Campbell e ator da  Nova Zelândia Kevin Smith. Depois de sua escolha, ele passou mais de um ano e meio para obter a aparência muscular do Fantasma. Ele também estudou a linguagem corporal do personagem na obra em quadrinhos para cuidadosamente imitá-la em sua performance. Um traje do personagem Batman do filme homônimo exibindo músculos falsos foi feito para ele, mas quando as filmagens começaram, Zane não precisou disso.
Os efeitos especiais do traje do Fantasma foram fornecidos por Jim Henson Creature Shop.

## Filmagem
As filmagens começaram em 3 de outubro de 1995, em Los Angeles no Greystone Park. Para o estilo exterior inglês da mansão dos Palmers, foi usada a mansão da revista Playboy de Hugh Hefner, um fã de longa data do Fantasma.
O jardim zoológico de Los Angeles, em Griffith Park foi mudado para Central Park Zoo, em Nova York, o cenário para uma seqüência de perseguição. A gravação continuou nas ruas backlot do estúdio de Hollywood que recriou a versão 1938 de Nova York. Mais de cinquenta carros antigos foram usados nas ruas, e quatrocentos figurantes trajados em autênticas roupas de época estavam empregados.
Em outubro, a produção viajou para a Tailândia para sete semanas de filmagens lá, com o país representando o país de origem ficcional do Fantasma, Bengalla. Cenas de ação, como O Fantasma salvando um menino de uma ponte de corda em colapso foram filmados aqui. O desenhista de produção Paul Peters adaptou um armazém abandonado na cidade de Krabi em um grande palco de som, onde a Caverna da Caveira, morada do Fantasma foi erguida, incluindo sua Câmara de Crônicas, sala de rádio e cofre do tesouro.
Em dezembro, a equipe viajou para Brisbane, na Austrália, onde a produção foi concluída no Warner Roadshow Movie World Studios. O Fantasma filmado em três etapas, incluindo Stage 5, que tinha um piso removível e tanques de água profunda. Aqui, a Caverna dos piratas Singh foi construída, constituindo a maior configuração interior já construída no país. Os escritórios de Xander Drax em New York foram construídos no Stage 6. Filmar em Queensland também aproveitou a produção para o Brisbane City Hall, onde o lobby interior foi redecorado para se assemelhar a um museu de Nova York, onde Kit Walker encontra uma das três caveiras de Touganda. Manor Apartment Hotel em Brisbane foi usado como um suporte para um arranha-céu de Nova York.
No último dia de filmagem, a produção mudou-se para Los Angeles, para completar uma cena que iria finalmente acabar excluída do corte final do filme, onde O Fantasma luta com um leão. A filmagem terminou em 13 de fevereiro de 1996.

## Inspirações
O filme apresenta vários elementos das duas primeiras histórias do Fantasma de Lee Falk, The Singh Brotherhood e The Sky Band. Cary-Hiroyuki Tagawa interpreta Kabai Singh, líder da Irmandade Singh (o nome da irmandade foi mudado para 'Sengh' no filme, para evitar ofender as pessoas nomeadas Singh) e Catherine Zeta-Jones interpreta Sala, líder da Sky Band, um grupo de mulheres - piratas do ar, ambos os personagens tendo aparecido nas histórias acima mencionadas. Jon Tenney tem uma pequena parte como Jimmy Wells, um playboy rico que apareceu em um papel semelhante em A Irmandade Singh.
As parcelas mais realistas de histórias originais de Falk foi abandonada em favor de um conto de aventura que caracterizou as sobrenaturais Caveiras de Touganda. A história de Falk The Belt, onde O Fantasma luta contra o assassino de seu pai, também foi uma grande influência sobre a história; mas o nome do assassino é alterada de Rama para Quill, e o 20º Fantasma, interpretado por Patrick McGoohan, é retratado como um homem muito mais velho no filme do que nos quadrinhos.

## Lançamento

### Cenas deletadas
Muitas cenas em desenvolvimento do romance entre O Fantasma/Kit Walker e Diana Palmer foram cortadas, a fim de tornar o filme mais acelerado. Uma cena de ação com O Fantasma lutando com um leão e um com ele lutando contra uma cobra também foram cortadas. A cena com O fantasma e seu herói cavalo empinado no por do sol foi cortada do filme, mas mostrado no final de 1996 no documentário da A&E Network The Phantom: Comic Strip Crusader.

### Publicidade
Para coincidir com a estreia do filme, O Fantasma foi usado como parte da campanha do Got Milk?, com base em leite de consumo do personagem nos quadrinhos. Duas figuras de ação do Fantasma diferentes foram feitas pela Street Player, e promocionais anéis do Fantasma. Diferentes conjuntos de figurinhas do Fantasma também estavam disponíveis em países como os EUA, Austrália, Finlândia e Suécia. Copos de pipoca de cinema e copos de papel de refrigerante apresentando cartaz do filme também foram usados para ajudar a promover o filme.

### Reação
O filme sofreu o mesmo destino de outras duas adaptações de quadrinhos/tiras do período de peças da década de 1990, The Shadow (1994) e The Rocketeer (1991), e não se saiu muito bem nas bilheterias nos EUA, estreando no número seis no fim de semana de 7 de junho de 1996. No entanto, desde então tem vendido bem em VHS e DVD.
Comentários foram mistos com Roger Ebert chamando-o de um dos melhores filmes que ele já tinha visto, dando ao filme três estrelas e meia em cada quatro. Kim Newman escreveu para Empire Magazine que o filme "tem uma sensação agradável - alguns super-heróis têm sido tão ensolarado e otimista - como Zane através de perseguições e lutas, para o gracejo estranho - e amigos ao redor com um cavalo heróico, um cão arrojado e o fantasma útil de seu pai", e deu ao filme três de cinco estrelas. O filme detém actualmente uma classificação de 43% no Rotten Tomatoes, com base em 42 comentários.
Desempenho de Billy Zane foi elogiada pelo cineasta James Cameron, que o escolheu para a Titanic por causa disso.[carece de fontes?]

## Reboot
Billy Zane, assinado originalmente até fazer duas continuações, mas isso não aconteceu por causa da venda decepcionante de bilhetes para O Fantasma nos cinemas.
Em 6 de setembro de 2008, a colunista de fofocas Liz Smith escreveu que a Paramount Pictures estava colocando uma sequência de The Phantom em desenvolvimento, com Billy Zane, Kristy Swanson e Catherine Zeta-Jones retornando como atores, por causa das boas vendas de fitas VHS e DVD do primeiro filme. Suas declarações foram provadas serem erradas em 16 de dezembro de 2008, quando foi anunciado que um reboot da série O Fantasma está em obras, chamado The Phantom: Legacy. O novo filme é produzido por Bruce Sherlock, que também era o executivo-produtor de O Fantasma. O roteirista é Tim Boyle.

## Novelização
A novelização de O Fantasma foi escrito por Rob MacGregor, o autor de uma série de romances que apresentam "Indiana Jones". Este romance inclui uma visão mais detalhada sobre o passado de muitos personagens, e a origem de "O Fantasma". Várias cenas que foram omitidos do corte final do filme também estão incluídos.

## Lançamento em Blu-ray
The Phantom foi lançado em Blu-ray em 9 de fevereiro de 2010, pela Lionsgate.